# Андокид (оратор)
Андоки́д (др.-греч. Ἀνδοκίδης; родился предположительно около 440 года до н. э. — умер после 391 года до н. э.) — афинский оратор и политический деятель, второй в каноническом списке десяти аттических ораторов. Принадлежал к сословию эвпатридов, в молодости был членом одной из гетерий. В 415 году до н. э. оказался одним из подозреваемых в святотатстве в рамках дела гермокопидов, но добился оправдания благодаря тому, что сам выступил с доносом (одним из последствий этого стало бегство Алкивиада в Спарту). Вскоре Андокид был вынужден уехать из Афин. Он занимался морской торговлей, водил дружбу со многими правителями Средиземноморья (в частности с Архелаем Македонским и Эвагором Саламинским). В 411 году до н. э. Андокид попытался вернуться на родину, но попал в тюрьму из-за обвинения в измене и после освобождения опять уехал. Вторая попытка, в 407 году до н. э., тоже закончилась неудачей. Андокид вернулся в Афины только в 403/402 году до н. э., после всеобщей амнистии. В 391 году до н. э. из-за превышения полномочий во время переговоров со Спартой о мире ему пришлось снова уйти в изгнание, и после этого он не упоминается в источниках.
Защищая свою репутацию, страдавшую из-за обвинений в святотатстве и доносительстве, Андокид произнёс (в 407, 400/399 и 391 годах до н. э.) несколько речей, впоследствии изданных и принёсших автору посмертную славу. Андокид не был профессиональным оратором, а потому подвергался критике со стороны многих античных специалистов; но находились и ценители его простого и безыскусного стиля, благодаря которым тексты его произведений сохранились. Для исследователей речи Андокида стали уникальным источником сведений об истории Греции конца V — начала IV веков до н. э. в целом и о процессе гермокопидов в частности.

## Биография

### Происхождение

Древняя Греция в классическую эпоху

Андокид принадлежал к одному из древнейших аристократических родов Аттики. Согласно Плутарху и Свиде, которые в свою очередь ссылаются на Гелланика, он считался потомком мифологического героя Одиссея, а тот и по отцу, и по матери происходил от Гермеса, сына самого Зевса. Псевдо-Плутарх возводит родословную Андокида к Керикам (тоже потомкам Гермеса), но достоверность этого сообщения под вопросом. С одной стороны, источники не говорят прямо о каких-либо родственных связях между Андокидом и современной ему могущественной семьёй Каллиев-Гиппоников (частью рода Кериков), а с другой, представитель последней был соперником Андокида в борьбе за руку одной эпиклеры (наследницы родового имущества), так что эта девушка могла быть общей родственницей двух женихов. Семья Андокида принадлежала к дему Кидатены филы Пандиониды, который включал в себя северную и северо-восточную части Афин. При этом Псевдо-Плутарх пишет о возможном втором варианте — деме Форы филы Антиохиды, но это не находит подтверждения в других источниках.
Известные истории предки Андокида играли важную роль в жизни Афин. Его прадед по мужской линии Леогор (он родился предположительно около 540 года до н. э.) и прапрадед Харий (тесть Леогора) боролись против тирании Писистратидов. Дед, тоже Андокид, дважды занимал должность стратега — в 446/445 и 441/440 годах до н. э., причём во второй раз его коллегами были Перикл и Софокл. Он участвовал в заключении Тридцатилетнего мира со Спартой и руководил боевыми действиями на Самосе. Его имя написано на одном из сохранившихся остраконов (черепков для проведения остракизма), как и имя деда Андокида-младшего по матери, Тисандра. Сын последнего Эпилик в 410-е годы до н. э. вёл переговоры с Персией о вечном мире, которые, однако, не имели положительного результата.
Отец Андокида, ещё один Леогор, известен не в связи с карьерными успехами, а как любитель роскоши и обжора, дававший поводы для насмешек комедиографам своего времени — Аристофану и Платону. Он был богатым человеком и жил в собственном доме у храма Форбанта в Афинах — по словам самого Андокида, древнейшем в округе, принадлежавшем одной семье на протяжении нескольких поколений. Кроме единственного сына, у Леогора была дочь, жена Каллия, сына Телокла; в его семье воспитывался и племянник по имени Хармид, сын Аристотеля.

### Ранние годы
О начале жизни Андокида известно немногое. Псевдо-Плутарх относит его рождение к 78-й Олимпиаде, к тому году, когда архонтом Афин был Феогенид (468/467 год до н. э.), и уточняет, что Андокид был примерно на десять лет младше Лисия. Однако такая датировка выглядит неправдоподобно: сам Андокид в связи с событиями 415 года до н. э. называет себя молодым человеком, а в 399 году до н. э. говорит, что его дети «ещё не родились», и такая формулировка не подходит для почти 70-летнего старика. Наконец, по словам Псевдо-Лисия, в 399 году до н. э. Андокиду было «сорок лет с лишком». Исходя из всех этих данных, большинство исследователей относит рождение Андокида приблизительно к 440 году до н. э.
Сын Леогора получил типичное для афинского аристократа воспитание. Известно, что он посещал гимнасий в Киносарге, где занимался, в частности, верховой ездой. Судя по его речам, Андокид учился у софистов: он владел всеми основными риторическими приёмами, хорошо знал законы и мог цитировать их по памяти. Ещё лучше он был знаком с поэзией. По-видимому, ещё будучи эфебом (вскоре после 422 года до н. э.), Андокид стал членом одной из гетерий — тайного аристократического общества, возглавленного его земляком Эвфилетом, сыном Тимофея. В связи с этим периодом античные авторы сообщают, что Андокид вёл распущенную жизнь, во время одной ночной гулянки разбил статую божества, а в целом «считался ненавистником народа и приверженцем олигархии». В этом вопросе он был типичным представителем афинской аристократии: эвпатриды традиционно не любили демократический строй. В своей речи «К товарищам» (предположительно к членам той же гетерии) Андокид заявил, что афиняне разбросали по ветру останки Фемистокла, и рассказывающий об этом Плутарх уверен: целью оратора, сказавшего явную неправду, было «возбудить сторонников олигархии против народа». В другой речи, название которой неизвестно, Андокид раскритиковал радикального демократа Гипербола как «чужеземца и варвара» и сына раба. Обе речи, по-видимому, были произнесены до 415 года до н. э.
Псевдо-Плутарх утверждает, что Андокид вместе с Главконом возглавил эскадру в двадцать кораблей, направленную на помощь Керкире против Коринфа в 433 году до н. э., но здесь явно возникла путаница. Речь может идти только о деде оратора, либо имя Андокид вообще было названо в этом контексте по ошибке.

### Процесс гермокопидов

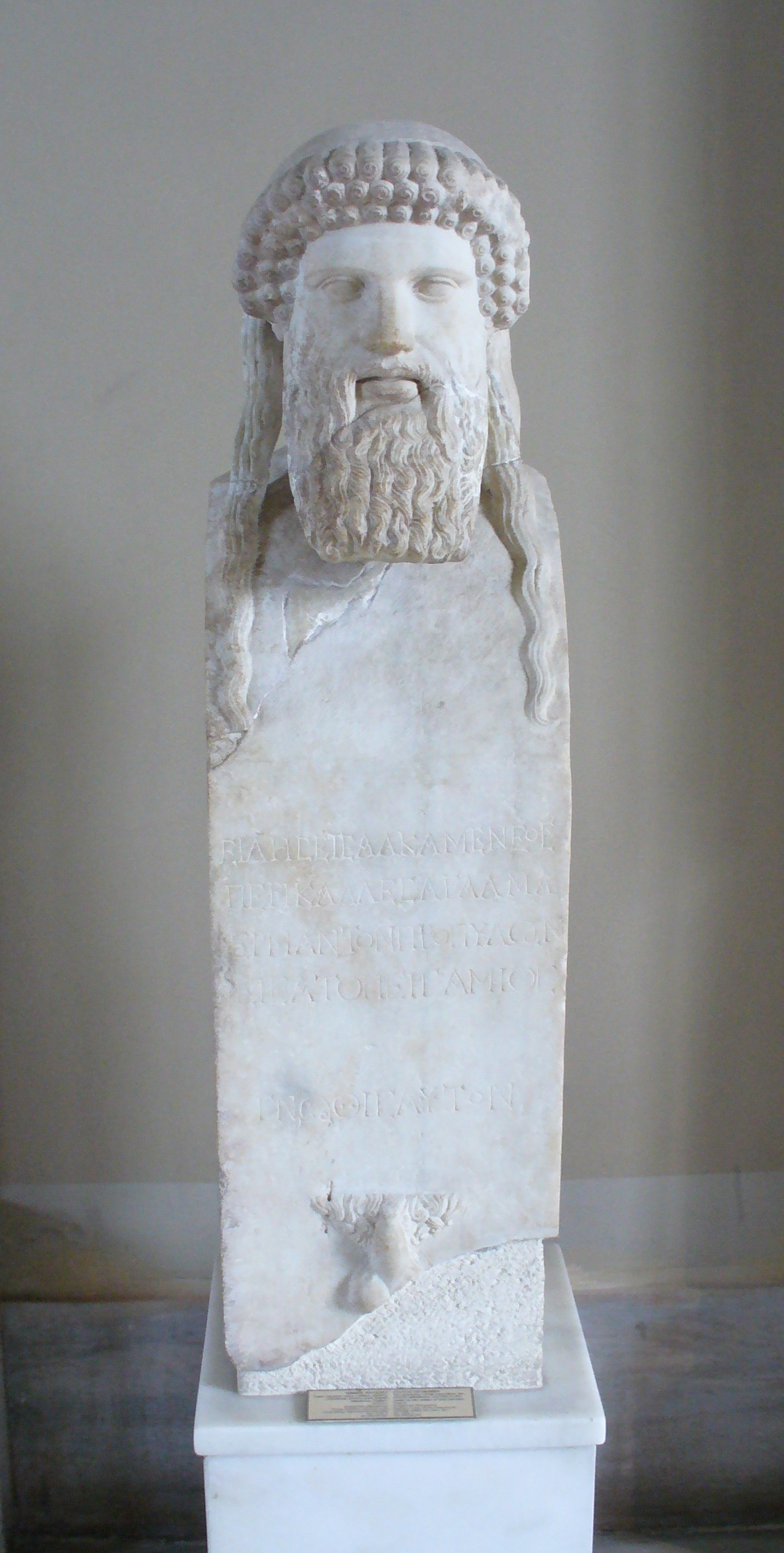
Римская копия аттической гермы

Летом 415 года до н. э. Андокид против своей воли оказался втянут в «дело гермокопидов» — масштабный скандал, имевший очень серьёзные последствия для будущего Афин. В то время готовилась экспедиция на Сицилию, которую должен был возглавить Алкивиад, считавшийся врагом демократического строя. Незадолго до отправки флота на запад неизвестные осквернили гермы — четырёхгранные столбы со скульптурными головами Гермеса на вершинах, стоявшие на перекрёстках и перед домами; лицо бога на всех за единственным исключением гермах было изуродовано. Враги Алкивиада использовали этот инцидент, чтобы заявить о существовании тайного общества, которое совершает святотатства и готовит государственный переворот. За информацию о любых преступлениях против культа афинские власти пообещали безопасность и награду. Из-за этого, а также из-за паники, охватившей весь город, начали появляться доносы.
Уже в первом доносе, о профанации элевсинских мистерий, было имя Алкивиада. Во втором, который написал метек Тевкр, фигурировал Эвфилет, сын Тимофея. Позже один раб-лидиец обвинил в причастности к профанации мистерий Леогора, отца Андокида, но тот смог оправдаться перед судом. Некоторые исследователи допускают вероятность того, что Андокид обвинялся вместе с отцом, но надёжной информации об этом в сохранившихся источниках нет.
Имя Андокида появилось в доносе некоего Диоклида. Этот человек заявил, что в ту самую ночь, когда были осквернены гермы, он шёл через город и увидел на склоне Акрополя толпу человек в триста, причём благодаря полнолунию смог разглядеть лица большинства из них. В числе узнанных были зять и двое двоюродных братьев Андокида, а также другие его родственники. Позже Диоклид догадался, что это и были гермокопиды. Узнав о денежной награде, он решил шантажировать Андокида; тот предложил ему два таланта вместо ста мин, обещанных государством (то есть на двадцать мин больше), но обманул и ничего не дал. Тогда Диоклид и выступил со своим разоблачением перед Советом.
Доносчику поверили; его показания подкреплял тот факт, что единственная герма, оставшаяся целой, стояла у дома Леогора. В городе тут же было введено военное положение, афинянам было приказано собраться в трёх местах с оружием, в Совете предложили пытать святотатцев на колесе. Андокид, его отец и ещё около десятка родственников были арестованы наряду с прочими подозреваемыми. Сохранился рассказ самого Андокида об этих событиях: «Мы все были заключены в одну тюрьму. Наступила ночь, и тюрьма была заперта. Тогда пришли: к одному — мать, к другому — сестра, к третьему — жена и дети. Слышались крики и вопли людей, рыдающих и оплакивающих случившееся несчастье».
В этот критический момент, по словам Андокида, двоюродный брат Хармид начал просить его ради спасения близких рассказать судьям всё, что он знает об осквернении герм. Эту просьбу поддержали и другие присутствующие; в конце концов Андокид согласился выступить со своим доносом. Он сообщил, что Эвфилет, сын Тимофея, на одной пирушке предложил членам своей гетерии разрушить гермы, но встретил сопротивление с его стороны, и эта затея не осуществилась. Позже, когда Андокид упал с лошади в гимнасии и некоторое время лежал дома больной, его товарищи совершили-таки святотатство, а на следующий день пришли к нему и угрозами заставили сохранять тайну. Андокид назвал судьям имена четырёх гермокопидов, которые до того не значились в списке подозреваемых (Панэтия, Диакрита, Лисистрата и Хэредема), а в подтверждение своих слов выдал для допроса под пыткой своего раба.
Показания Андокида прошли проверку. Диоклид признался во лжи и был казнён, все арестованные получили свободу, а те, кто уже отправился в изгнание, — возможность вернуться на родину. Члены гетерии Эвфилета были осуждены и приговорены к смертной казни (впрочем, те, чьи имена назвал Андокид, смогли спастись). Поскольку теперь было доказано, что святотатство — дело рук аристократической молодёжи, усилились подозрения насчёт причастности Алкивиада, который к тому времени уже был на Сицилии. Этот военачальник был отозван в Афины, но в пути сбежал и вскоре появился в Спарте. Его помощь врагу Афин в начале нового этапа Пелопоннесской войны оказала существенное влияние на ход этого конфликта, и, таким образом, донос Андокида имел масштабные последствия. О том, был ли сам сын Леогора причастен в святотатству, в историографии есть разные мнения: одни учёные дают положительный ответ, другие — отрицательный, третьи констатируют, что ничего нельзя сказать уверенно.

### Изгнание
Благодаря своему сообщению о гетерии Эвфилета Андокид получил свободу и безопасность (адейя) для себя и своих близких. Тем не менее он оказался в сложной ситуации: былые товарищи считали его доносчиком и предателем, а прежние враги питали к нему старую неприязнь. К тому же вскоре после его освобождения была принята псефизма Исотимида о частичной атимии (лишении прав) граждан, которые совершили религиозное преступление: таких не пускали больше в храмы и даже на городские площади. Сам Андокид утверждал впоследствии, что его это ограничение не коснулось, но многие афиняне, по-видимому, были уверены, что он святотатец. В результате Андокиду пришлось в том же году (415 до н. э.) уехать из родного города. Фактически это было добровольное изгнание, хотя он и сохранил гражданство и права на родовое имущество.
За пределами Аттики Андокид провёл 12 или 13 лет (415—403/402 годы до н. э.). Устроить свою жизнь на новом этапе ему помогли старые семейные связи с отдельными общинами и высокопоставленными лицами в Эгеиде и за её пределами, а также проявившиеся способности предпринимателя. По словам Псевдо-Лисия, Андокид «докучал многим государствам — Сицилии, Италии, Пелопоннесу, Фессалии, Геллеспонту, Ионии, Кипру; многим царям льстил, с которыми встречался». Изгнанник стал судовладельцем и купцом. Благодаря дружбе с царём Македонии Архелаем он мог добывать и вывозить из этой страны в любом количестве брёвна для вёсел, а царь кипрского Саламина Эвагор подарил ему землю и предоставил убежище. В результате Андокид стал довольно богат и влиятелен. Один источник сообщает, что царь Кития в какой-то момент заподозрил Андокида в измене, приказал арестовать и подвергнуть пыткам, но исследователи не уверены, что это сообщение правдиво.
В любом случае Андокид хотел вернуться на родину, а потому добивался от афинских властей подтверждения безопасности и имущественных прав (известно, что его дом занял один из лидеров демократической партии демагог Клеофонт). Изгнанник рассчитывал оказать родному государству какую-нибудь ценную помощь и получить ответный дар. «Я решил, — говорит он в речи, датируемой 407 годом до н. э., — что лучше всего для меня будет или совсем уйти из этой жизни, или же оказать городу такую услугу, которая принесла бы мне, с вашего согласия, возможность вновь пользоваться гражданскими правами наравне с вами. И с этого времени везде, где дело было сопряжено с каким-либо риском, я не щадил ни себя самого, ни своего имущества».
В 411 году до н. э. Андокид доставил на Самос большой груз брёвен, меди и хлеба и продал его стоявшему там афинскому флоту по себестоимости, хотя мог получить большую прибыль; по его словам, именно благодаря этому афиняне вскоре смогли разбить врага при Абидосе. В том же году Андокид отправился в Афины, явно рассчитывая на ответную благодарность. Однако в это самое время в Афинах произошёл государственный переворот: к власти пришёл олигархический Совет четырёхсот, а самосский флот отказался его признавать. Андокид был арестован по обвинению в государственной измене. Ему грозила казнь, и он спасся только потому, что в решающий момент бросился к алтарю и схватился руками за священные жертвы. Несколько месяцев Андокид провёл в тюрьме. В сентябре 411 года до н. э., после демократического переворота, он получил свободу, но был вынужден тут же уехать.
Вторую попытку вернуться на родину Андокид предпринял в 408 или 407 году до н. э. Появившись в Афинах, он добился разрешения выступить перед Советом и народным собранием. В Совете, на секретном заседании, он пообещал наладить снабжение города, которому угрожал тогда голод, кипрским хлебом, а у народа попросил за эту услугу предоставить ему безопасность и отменить псефизму Исотимида. Продовольствие с Кипра так и не прибыло (Псевдо-Лисий позже заявил, что Андокид «не захотел, даже в надежде на выгоду, привезти хлеба и помочь отечеству»); к предложениям изгнанника афиняне отнеслись настороженно, и многие даже считали, что от таких людей принимать услуги нельзя. В результате Андокиду опять пришлось уехать.
Возвращение состоялось только в 403 или 402 году до н. э., когда в Афинах после окончания Пелопоннесской войны и внутренней смуты была объявлена всеобщая амнистия (псефизма Патроклида).

### Снова на родине
Вернувшись в Афины, Андокид снова получил всю полноту гражданских прав. Теперь он обладал большим богатством, широкими связями и уникальным опытом; всё это вкупе со знатностью должно было обеспечить ему выдающееся положение в родном городе. Андокид приложил усилия, чтобы сограждане забыли неприятные страницы его прошлого. Он активно выступал в народном собрании как политик демократического толка, давал Совету ценные рекомендации относительно государственных дел, охотно брал на себя выполнение обременительных и дорогостоящих повинностей (литургий). В 401 году до н. э. Андокид был гимнасиархом во время Гефестий, в 400 году до н. э. в качестве архитеора возглавлял священные посольства на Истмийские и Олимпийские игры (весной и летом соответственно), был избран одним из хранителей священной казны богини Афины. Он участвовал в докимасии и элевсинских мистериях и посвящал в таинства чужеземцев, связанных с ним узами гостеприимства.
Несмотря на всё это (или как раз вследствие этой активности), у Андокида оставалось много врагов. Это были прежние товарищи по олигархическому лагерю, которые не могли простить ему донос 415 года до н. э., и люди, продолжавшие считать его святотатцем. В 400 или 399 году до н. э. Андокид был привлечён к суду неким Кефисием за нарушение псефизмы Исотимида; чуть позже Каллий, сын Гиппоника, выдвинул против него новое обвинение — в том, что он во время мистерий возложил на алтарь масличную ветвь в знак мольбы о пощаде, грубо нарушив таким образом закон. Состоялся судебный процесс, в котором обвинителями были Кефисий, Мелет и Эпихар, а Андокид опирался на поддержку вождей демократической «партии» Анита и Кефала. Обвиняемый постарался доказать суду, что дело сфабриковано и что в действительности Каллий натравил на него Кефисия и подал собственный иск, преследуя специфические цели. Во-первых, сын Каллия и Андокид претендовали на руку одной эпиклеры (наследницы), дочери Эпилика; во-вторых, Андокид взял на откуп сбор двухпроцентной торговой пошлины, который рассчитывал получить Каллий. Суд прислушался к доводам обвиняемого и вынес оправдательный приговор.
Последующие годы должны были стать для Андокида временем расцвета. Однако в сохранившихся источниках он упоминается только ещё один раз — в связи с событиями 392 или 391 годов до н. э. В это время шла Коринфская война между Афинами, Фивами, Коринфом и Аргосом с одной стороны и Пелопоннесским союзом с другой; Андокид отправился в Спарту как один из послов для переговоров о мире, а вернувшись в Афины, предложил заключить договор на компромиссных условиях. Его никто не поддержал: в Афинах были слишком сильны реваншистские настроения, и большинство настаивало на продолжении войны до полного разгрома врага. Оратор Каллистрат предложил привлечь послов к суду за превышение полномочий, и Андокиду вместе со своими товарищами по посольству пришлось снова уйти в изгнание.
Больше Андокид не упоминается в источниках. Остаётся неясным, смог ли он опять вернуться на родину или умер за пределами Аттики. Некоторые исследователи склоняются в пользу второго варианта.

### Семья
Известно, что в 400/399 году до н. э. Андокид (на тот момент как минимум 40-летний) был ещё бездетен: в одной своей речи он говорит, что его дети «ещё не родились». Он должен был жениться на одной из своих двоюродных сестёр, дочери Эпилика, но та умерла до свадьбы. После этого Андокид претендовал на руку родной сестры покойной вместе с сыном Каллия; судебную тяжбу он выиграл, но о браке в сохранившихся источниках ничего не говорится. Вероятно, Андокид так и не обзавёлся семьёй, став, таким образом, последним представителем рода. Ни одна аттическая надпись последующих эпох не содержит имена Андокид или Леогор.

## Речи
В историю греческой культуры Андокид вошёл как оратор. Полностью сохранились тексты нескольких произнесённых им речей; кроме того, есть разрозненные фрагменты и отдельные слова из речей, обстоятельства произнесения которых не ясны. В частности, у Фотия упоминается «Совещательная речь», в которой Андокид говорит о господстве на море и употребляет глагол «угощать» вместо более уместного «угощаться». Плутарх сообщает о речи «К товарищам» (это может быть другое название «Совещательной речи»), где оратор говорит, будто «афиняне нашли останки Фемистокла и разбросали их по ветру». Эта речь могла быть обращена к членам гетерии Эвфилета, и тогда её следует датировать временем до 415 года до н. э. В другой речи, процитированной в схолиях к «Осам» Аристофана, Андокид рассказывает о современном ему политике-демократе: «О Гиперболе мне стыдно говорить: его отец, клеймёный раб, ещё и сейчас работает у нашего государства на монетном дворе, а сам он, чужеземец и варвар, занимается изготовлением ламп». Судя по формулировке, это было сказано до изгнания Гипербола, то есть до 417 года до н. э.
Ещё одну речь Андокида, название которой остаётся неизвестным, цитирует Свида:

Пусть нам никогда больше не придётся видеть, как покидают свои горы угольщики, и как они спускаются в город со своими жёнами, овцами, быками и повозками, как призываются к оружию старики и работники; и пусть нам никогда больше не придётся есть дикую зелень и кервель.
— Андокид. Отрывки неизвестного происхождения.
Этот фрагмент антиковеды трактуют как критику афинских демократов за выбранную ими стратегию войны со Спартой. Предположительно и эта речь была произнесена до первого изгнания оратора.

### О мистериях
Во всех сборниках речей Андокида издатели помещают на первое место речь «О мистериях», произнесённую в 400/399 году до н. э., во время суда по искам Кефисия и Каллия. Обвинители говорили об Андокиде как о святотатце, на которого должно распространяться действие псефизмы Исотимида, и использовали неприязнь народа к нему как к доносчику, а потому он счёл необходимым, говоря «в страхе, с опасностью и под сильнейшим подозрением», подробно рассказать о событиях 415 года до н. э., из-за которых на него это подозрение пало. По-видимому, оратор использовал для своей речи материалы следствия и текст доноса Диоклида. Последнего он называет человеком бессовестным, заботившимся в тяжёлое для родного города время только о своей выгоде, а о себе говорит, что им «не было совершено ни нечестия никакого, ни доноса, ни признания».
Андокид постарался доказать своим слушателям, что в связи с делом гермокопидов вёл себя как человек благородный и желающий добра своему полису. Он назвал следствию только четыре новых имени, причём то были, по его словам, явные святотатцы; эти люди могли упоминаться уже в доносе Диоклида как друзья подозреваемых, так что они в любом случае понесли бы наказание; кара оказалась не слишком серьёзной — все четверо сохранили жизнь, а позже даже смогли вернуться из изгнания. Андокид заявил в своей речи, что, только обвинив гетерию Эвфилета в надругательстве над гермами, он мог спасти жизнь ни в чём не повинным близким и ещё трём сотням афинян, находившимся тогда в тюрьме, а также избавить город от «величайших несчастий» — паники, взаимных подозрений и всеобщего доносительства друг на друга. Оратор видел в этом своём поступке доказательство не трусости и подлости, а мужества: ведь он понимал, что это событие может безвозвратно изменить к худшему всю его жизнь.
Надуманность обвинений Андокид продемонстрировал, рассказав суду о его вражде с Каллием из-за эпиклеры и откупного сбора. Оратор дал яркие характеристики трём главным отрицательным персонажам речи — Кефисию, Каллию и Диоклиду. Тем не менее своей победой в этом процессе он обязан, по-видимому, не достоинствам своей речи, а заступничеству влиятельных политиков из демократической «партии».

### О своём возвращении
Традиционный номер два во всех сборниках сочинений Андокида — короткая речь «О своём возвращении», произнесённая в 407 году до н. э. Это была вторая попытка оратора вернуться на родину, и он старался вызвать у своих слушателей сострадание, вспоминая вслух дело гермокопидов. «То, что со мной случилось, должно пробуждать в людях не столько чувство ненависти ко мне, сколько жалость», — говорит Андокид. По его словам, он имел несчастье, из-за своих молодости и глупости или из-за чужого дурного влияния, оказаться перед тяжёлым выбором: или молчать, погубив себя, а вместе с собой ни в чём не повинного отца и других родственников, или выступить с доносом и навлечь на себя позор. В этой речи Андокид старался убедить афинское народное собрание в том, что он раскаивается в содеянном и может быть полезен для родного полиса. Однако своей цели оратор не достиг.

### О мире с лакедемонянами
Принадлежность Андокиду третьей речи оспаривалась некоторыми античными авторами — Дионисием Галикарнасским, Гарпократионом. В её тексте слишком много исторических ошибок, странных для грека классической эпохи: оратор плохо помнит историю афинско-спартанских войн, путает Кимона с Мильтиадом, не знает, на сколько лет был заключён Никиев мир, и т. п. Впрочем, антиковеды констатируют, что Андокид всегда очень небрежно обращался с историческим материалом, и не видят причин, чтобы сомневаться в его авторстве.
Эта речь была произнесена в 391 году до н. э. Вернувшись с переговоров со Спартой, Андокид предлагает афинянам заключить договор, поскольку «справедливый мир лучше войны». Он предпринимает исторический экскурс, чтобы напомнить слушателям: Афины не раз заключали мир со спартанцами, сохраняя при этом демократический строй. Известно, что афинян Андокид не убедил и был вынужден уйти в изгнание из-за своей приверженности идее мира.

### Против Алкивиада
Речь «Против Алкивиада» представляет собой текст выступления накануне процедуры остракизма. Угроза изгнания нависла над Алкивиадом, Никием и Андокидом, и последний старается убедить народное собрание в том, что изгнан должен быть не он, а Алкивиад. Эта ситуация полностью неправдоподобна: перед остракизмом речи не произносились, Алкивиад и Никий, судя по сохранившимся источникам, никогда не становились героями этой процедуры, а Андокид в силу его политической незначительности тоже таковым не был и стать не мог. Поэтому большинство современных антиковедов уверено, что речь представляет собой риторическое упражнение, написанное неизвестным софистом более поздней эпохи. Есть и альтернативные мнения: например, Игорь Суриков полагает, что речь могла быть написана Андокидом, но уже в начале IV века до н. э., после гибели Алкивиада.

### История текстов
Неизвестно, издал ли Андокид тексты своих речей или они стали достоянием читающей публики после его смерти. Сборники его произведений наверняка получили широкое хождение уже в IV веке до н. э. Например, Эсхин, работая над речью «О преступном посольстве» в 343 году до н. э., позаимствовал у Андокида почти полностью семь параграфов речи «О мире с лакедемонянами» (с третьего по девятый). Точных сведений о рукописной традиции этих речей в античную эпоху нет. Ключевое значение для восстановления текстов имели две средневековые рукописи: Codex Crippsianus или Burneianus XIII века (здесь содержатся речи Андокида, Исея, Ликурга Афинского, Динарха и Антифонта) и Codex Ambrosianus XIV века с речами «О мире с лакедемонянами» и «Против Алкивиада» и двумя речами Исея.
Произведения Андокида были впервые напечатаны в 1514 году в Венеции Альдом Мануцием. Это издание было основано на рукописи XV века, которая восходила к Codex Crippsianus. Начиная с XIX века выходят научные издания речей, среди которых выделяются книга Ж. Дальмейды на французском языке в серии «Collection Budé» (Andocide. Discours. Texte établi et traduit par G. Dalmeyda. 4e tirage 2002. XXXVI, 230 p. ISBN 978-2-251-00004-6) и книга на английском в серии «Loeb classical library» под № 308. На издании Дальмейды основан перевод речей Андокида на русский язык, выполненный историком Эдуардом Фроловым (Андокид. Речи, или История святотатцев. (С приложением параллельных свидетельств о процессе разрушителей герм в Афинах в 415 г. до н. э.) / Перевод Э. Д. Фролова. СПб.: Алетейя, 1996).

## Оценки личности и деятельности
После 415 года до н. э. у Андокида было много врагов, считавших его святотатцем и предателем; бороться с этими обвинениями оратору приходилось всю оставшуюся жизнь. Единственную афинскую герму, которая осталась неизуродованной, ещё во времена Плутарха называли Андокидовой. Античные авторы оценивают роль этого оратора в деле гермокопидов по-разному. Современник событий Фукидид не называет имя Андокида, говоря об «одном из заключённых», который «сделал признание, правдивое ли, или ложное, неизвестно»; при этом историк констатирует, что афинскому полису это признание принесло явную пользу. Псевдо-Лисий, написавший в IV веке до н. э. речь «Против Андокида», настроен очень враждебно по отношению к оратору и пишет о его «нечестивых деяниях», «позоре» и т. п., но по большей части придерживается реальных фактов. Плутарх в своей биографии Алкивиада ограничивается минимумом информации об Андокиде, а писавшие о тех же событиях Диодор Сицилийский и Корнелий Непот даже не упоминают этого оратора. Остаётся ещё биография Андокида в «Жизнеописаниях десяти ораторов», которые приписывают Плутарху, но она представляет собой скорее эпитому — сокращённый пересказ других текстов, причём полный неточностей. Её автор использовал труды Гелланика, Кратиппа и Филохора, впоследствии утраченные.
При общем дефиците информации главным источником для биографии Андокида становятся его речи. События в них трактуются очень тенденциозно, но общая канва вырисовывается в соответствии с реальностью: оратора слушали люди, которые были свидетелями описываемых им событий, так что он не мог прибегать к заведомым искажениям.
Отношение к Андокиду как мастеру красноречия было сложным. Его речи читали, а его самого во II веке до н. э. пергамские филологи включили в канонический список десяти аттических ораторов (этот список был окончательно утверждён в эпоху Августа Цецилием Калактинским), но при этом постоянно звучала острая критика. Андокид был дилетантом, которого заставила произносить речи острая необходимость; соответственно его порицали за непрофессионализм, за невыдержанный стиль, неумение сосредоточиться на главном, болтливость, излишнюю простоту. О нём пренебрежительно отзывались Марк Фабий Квинтилиан и Флавий Филострат. Одним из редких исключений был Дионисий Галикарнасский, противопоставлявший живой и естественный язык Андокида и Ксенофонта искусственной архаичности Платона и Фукидида.
Большинство исследователей согласно с тем, что античная критика слишком строга. Андокид может считаться прекрасным рассказчиком, простота стиля — это скорее достоинство, чем недостаток, и к тому же речи афинского оратора являются незаменимым источником для изучения ряда исторических и лингвистических проблем. Они дают ценную информацию о деле гермокопидов, о религиозном законодательстве Афин, об откупной системе, о некоторых проявлениях внутриполитической борьбы. Английский учёный Джон Махаффи отметил, что формальная критика в случае с Андокидом вообще неуместна: «Если мы вспомним, что речи его были обнародованы не как образцы слога, а как памфлеты, защищающие характер и политические взгляды автора, не бывшего ни ритором, ни софистом, а просто образованным аристократом, то большинство этих обвинений отпадёт само собою. Действительно, Андокид более всех аттических ораторов приближается к нашим понятиям о публичном красноречии». При этом речи Андокида позволяют составить представление не о литературной норме той эпохи, а о разговорном языке афинской аристократии.
По мнению Эдуарда Фролова, Андокиду «не хватало внутренней твёрдости и принципиальности», чтобы стать настоящим политиком. Историк Елена Никитюк видит в Андокиде «обычного грека», «лишь волею судьбы вовлечённого в бурные события конца Пелопоннесской войны» и ставшего авантюристом:

С точки зрения высокой науки или эстетики его речи являются столь же сомнительными образцами искусства, как и сомнительной выглядит его личность с точки зрения высокой морали. Тем не менее, для нас тип человека, воплощённый в Андокиде, оказывается весьма интересным, поскольку он является не умозрительной моделью, построенной по классическим канонам, а частью живой афинской действительности в переломную эпоху, приведшую античный мир к кризису.
— Никитюк Е. Оратор Андокид и процессы по обвинению в нечестии в Афинах на рубеже V—IV вв. до н. э. // Вестник СПбГУ, серия 2, 1996, выпуск 3 (№ 16), с. 23—36.

### Исследования
1. История греческой литературы. — М.: Издательство Академии наук СССР, 1955. — Т. 2. — 309 с.
2. Никитюк Е. Оратор Андокид и процессы по обвинению в нечестии в Афинах на рубеже V—IV вв. до н. э. // Вестник СПбГУ. — 1996. — № 2, 3. — С. 23—36.
3. Суриков И. Ксенические связи в дипломатии Алкивиада // Античный мир и археология. — 2002. — № 11. — С. 4—13.
4. Фролов Э. Из истории политической борьбы в Афинах в конце V века до н. э. (Андокид и процесс гермокопидов) // Андокид. Речи, или История святотатцев (С приложением параллельных свидетельств о процессе разрушителей герм в Афинах в 415 г. до н. э.). — СПб.: Алетейя, 1996. — С. 5—32.
5. Lobsien E. Odysseus // Mythenrezeption. Die antike Mythologie in Literatur, Musik und Kunst von den Anfängen bis zur Gegenwart / Maria Moog-Grünewald[нем.] (Hrsg.). — Stuttgart; Weimar : J.B. Metzler[нем.], 2008. — Kol. 485—499. — (Der Neue Pauly. Supplemente. Band 5). — ISBN 978-3-476-02032-1.
6. Thalheim T[нем.]. Andokides 1 // Paulys Realencyclopädie der classischen Altertumswissenschaft. — 1894. — Bd. I, 2. — Kol. 2124—2129.